# Iwaldi
Iwaldi (Svald) – w mitologii nordyckiej był karłem, miał córkę Idunn oraz dwóch synów, Fjalara i Galara, którzy byli kowalami.
Na zamówienie Lokiego kowale-synowie Iwaldiego zbudowali statek Skidblandir, wykonali też włócznię Gungnir i złote włosy dla Sif.